# Jan Zadák
Jan Zadák (25. prosince 1887 – 16. září 1954) byl český fotbalový brankář. Po skončení aktivní kariéry byl úspěšným ligovým rozhodčím.

## Fotbalová kariéra
Hrál v předligové éře do roku 1911 za AFK Kolín a v letech 1912–1916 za AC Sparta Praha. Mistr Mistrovství Českého svazu fotbalového 1912 a finalista Poháru dobročinnosti 1908 a 1911.